# Bolzaneto
Bolzaneto (Borsanæo ou Bösanæo ([bɔːsaˈnɛːu] en ligure) est un quartier génois du Val Polcevera, compris entre les quartiers de Rivarolo au sud et Pontedecimo au nord et limitrophe des communes de Ceranesi au nord-ouest et Serra Riccò et Sant'Olcese au nord-est. Le territoire de l'ancienne circonscription est également limitrophe, à l'ouest, le long des crêtes, de Sestri Ponente mais il n'existe pas de voie de communication directe avec ce quartier. Il fait partie avec les quartiers de Rivarolo et Pontedecimo du Municipe V Valpolcevera (it) et comprend les unités urbaines Bolzaneto et Morego, qui ensemble ont une population de 15 334 habitants au 31 décembre 2010.

## Toponymie
Le nom de Bolzaneto dérive de l'ancien terme génois bossonea, qui désignait un lieu dans lequel poussaient des ronces ou des plantes épineuses de ce genre. 

## Géographie

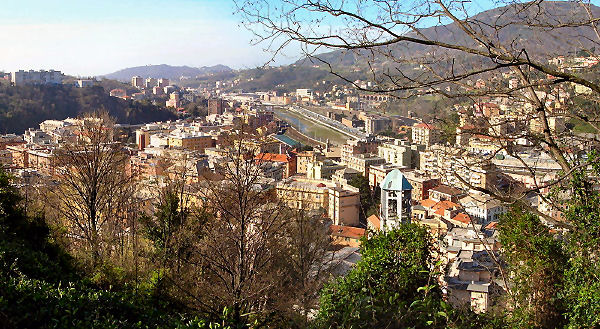
Bolzaneto depuis la colline de Brasile

Le territoire de l'ancienne circonscription de Bolzaneto s'étend sur les deux versants de la vallée du Polcevera. Le centre principal se trouve sur la rive gauche du torrent, le long de l'ancienne Route nationale 35 « des Giovi » (it).
Sur la digue qui protège la ville du torrent, construite au milieu du XIXe siècle, court la ligne ferroviaire de Turin à Gênes. 
À l'intérieur des deux unités urbaines qui forment la circonscription sont compris les hameaux de Brasile, Cremeno et Geminiano, sur les collines du versant gauche de la vallée du Polcevera, Murta (it), elle-même sur la colline mais sur le versant droit, Morego et Morigallo à la confluence du Secca (it) et du Polcevera. Le paysage du val Polcevera, à la hauteur de Bolzaneto, sur le versant gauche, est caractérisé par la présence des forts Diamant et Frère mineur (it), qui constituent une partie des anciennes fortifications génoises (it).
Sur le versant droit, sur le mont Figogna (804 mètres), se trouve le sanctuaire Notre-Dame-de-la-Garde, depuis lequel on peut jouir d'une vue dégagée sur toute la vallée. Le sanctuaire, situé dans la commune de Ceranesi, est accessible par la route provinciale SP52 qui part de Bolzaneto.